# 休曼氏蛇鰻
休曼氏蛇鰻，為輻鰭魚綱鰻鱺目糯鰻亞目蛇鰻科的其中一種，分布於西太平洋的萬那杜海域，棲息深度254-300公尺，體長可達66.9公分，棲息在底層水域，屬肉食性，生活習性不明。

## 擴展閱讀
維基物種上的相關：休曼氏蛇鰻